# Samuel Ehrhart
Samuel Ehrhart oder Samuel D. Ehrhart (geboren um 1861 oder um 1862 in Pottsville in Pennsylvania; gestorben 26. Oktober 1937 in Brooklyn (New York)) war ein amerikanischer Künstler, Cartoonist und Illustrator.

## Leben und Werk

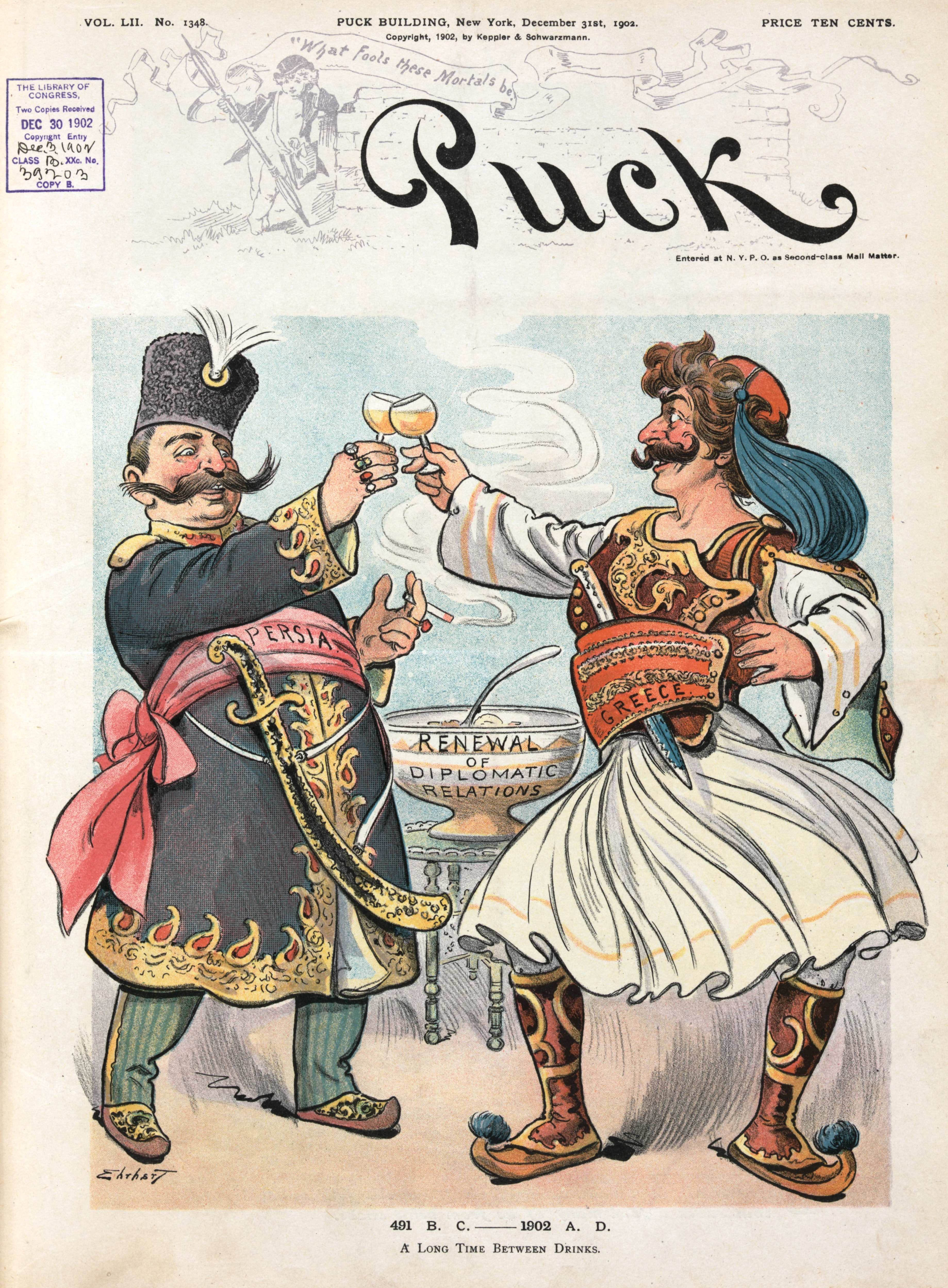
Titelblatt des Puck Magazins von 1902 anlässlich der Wiederaufnahme diplomatischer Beziehungen zwischen Persien und Griechenland

Samuel Ehrhart war Sohn eines evangelischen Pfarrers. Von New York aus setzte er nach Europa über und ging nach München, wo er sich im Alter von 22 Jahren am 26. Oktober 1883 an der dortigen Akademie der Bildenden Künste für das Fach Naturklasse einschrieb und Kunst studierte.
Später arbeitete Ehrhart nahezu zeitlebens als Cartoonist für zahlreiche amerikanische Zeitschriften, darunter das Judge, das Puck und Harper’s Monthly Magazine.
Bei den Volkszählungen in den Jahren 1920 und 1930 in Brooklyn gab Ehrhart den Beruf als Künstler an und nannte Pennsylvania als seinen Geburtsort.
Illustrationen Ehrharts finden sich beispielsweise in der Library of Congress.